# DFNA5
DFNA5‏ (Gasdermin E) هوَ بروتين يُشَفر بواسطة جين DFNA5 في الإنسان.